# قرار مجلس الأمن التابع للأمم المتحدة رقم 828
قرار مجلس الأمن التابع للأمم المتحدة رقم 828، الذي تم تبنيه بدون تصويت في 26 مايو 1993، بعد دراسة طلب إريتريا لعضوية الأمم المتحدة، أوصى المجلس الجمعية العامة بقبول إريتريا.

## روابط خارجية
- نص القرار في undocs.org